# Victor Lafay
Victor Lafay (Lyon, 17 de janeiro de 1996) é um ciclista francês, membro da equipa Cofidis.

## Palmarés
- 2018
  - 1 etapa do Tour de Saboia
  - 2.º no Campeonato Europeu em Estrada sub-23

- 2021
  - 1 etapa do Giro d'Italia

- 2022
  - 1 etapa da Arctic Race da Noruega

- 2023
  - Clássica Grand Besançon Doubs
  - 1 etapa do Tour de France

## Resultados em Grandes Voltas
| Corrida | Corrida         | 2019 | 2020 | 2021 | 2022 | 2023 |
| ------- | --------------- | ---- | ---- | ---- | ---- | ---- |
|         | Giro d'Italia   | —    | —    | Ab.  | —    | —    |
|         | Tour de France  | —    | —    | —    | Ab.  |      |
|         | Volta a Espanha | —    | 81.º | —    | —    | —    |

—: não participa

Ab.: abandono